# Karl Lauterbach (homme politique)
Pour les articles homonymes, voir Lauterbach.
Karl Lauterbach, né le 21 février 1963 à Düren, est un médecin et homme politique allemand, membre du Parti social-démocrate (SPD). Député au Bundestag depuis 2005, il est ministre fédéral de la Santé dans le cabinet Scholz de 2021 à 2025.

## Biographie

### Jeunesse et formation
Il grandit à Oberzier en Rhénanie-du-Nord-Westphalie. Après des études de médecine à l'École supérieure polytechnique de Rhénanie-Westphalie à Aix-la-Chapelle, à l'université du Texas à San Antonio et à l'université de Düsseldorf, où il obtient son doctorat, il étudie à l'école de santé publique d'Harvard de 1989 à 1992. Soutenu par une bourse d'études de la fondation Konrad-Adenauer, proche de la CDU, il intègre ensuite la Harvard Medical School, où il reçoit un doctorat en science en 1995,.

### Carrière professionnelle
En 1996, il est nommé professeur à l'université de Cologne où, à partir de 1998, il dirige l'Institut d'économie de la santé et d'épidémiologie clinique. Il le quitte cependant en 2005 pour se consacrer à son mandat au Bundestag.

### Parcours politique
D'abord proche de la CDU, il rejoint le SPD en 2001 et entre au Bundestag en 2005 en remportant le mandat direct dans la circonscription Leverkusen - Cologne IV. Il est réélu en 2009, 2013, 2017 et 2021. 
Au Bundestag, il est porte-parole du groupe SPD pour la santé de 2009 à 2013 puis vice-président du groupe, chargé des questions de santé, de recherche et d'éducation, de 2013 à 2019. Il siège également à la commission de la justice et de la protection des consommateurs. 
Pendant la pandémie de Covid-19, il est remarqué pour ses fréquentes interventions à la télévision ou la radio en tant que médecin épidémiologiste. Il est finalement nommé ministre fédéral de la Santé dans le gouvernement de coalition dirigé par Olaf Scholz (SPD) en décembre 2021. 

### Vie privée
Il s'est marié en 1996 avec la médecin et épidémiologiste Angela Spelsberg, avec laquelle il a eu quatre enfants. Ils divorcent en 2010 après six ans de séparation. Lauterbach est en outre père d'un cinquième enfant issu d'une autre relation.

## Prises de position
En juin 2017, il vote en faveur de l'autorisation du mariage homosexuel en Allemagne. 
Très actif sur Twitter, il se prononce régulièrement pour un durcissement de la politique sanitaire allemande face au Covid-19 et devient ainsi le visage du mouvement pro-lockdown. En septembre 2021, il critique le candidat de la CDU/CSU à la chancellerie Armin Laschet pour avoir laissé parler un opposant aux masques et à la vaccination (« Querdenker ») lors d'une réunion publique. En février 2023, il déclare au contraire que « nous sommes allés trop loin avec les restrictions de Covid ». Il qualifie les longues fermetures d'écoles de « grosse erreur », mais justifie cette prudence par l’espérance que le pays subisse moins de décès. Selon Lauterbach, les règles adoptées pour lutter contre la pandémie à l'extérieur étaient « absurdes ». Il a également critiqué les « excès » de certains Länder, en particulier de la Bavière, en évoquant notamment l'interdiction temporaire de faire du jogging sans masque.
À partir de décembre 2021, en tant que ministre fédéral de la Santé, il est chargé de mettre en place la vaccination obligatoire voulue par le chancelier Olaf Scholz pour 2022.